# 8e cérémonie des Filmfare Awards

La huitième cérémonie des Filmfare Awards s'est déroulée en 1961 à Bombay en Inde.

## Palmarès
| Catégorie                                  | Lauréat                                                                                           |
| ------------------------------------------ | ------------------------------------------------------------------------------------------------- |
| Meilleur film                              | Mughal-E-Azam - produit et réalisé par K. Asif - avec Dilip Kumar, Madhubala et Prithviraj Kapoor |
| Meilleur réalisateur                       | Bimal Roy (Parakh)                                                                                |
| Meilleur acteur                            | Dilip Kumar (Kohinoor)                                                                            |
| Meilleure actrice                          | Bina Rai (Ghunghat)                                                                               |
| Meilleur acteur dans un second rôle        | Motilal (Parakh)                                                                                  |
| Meilleure actrice dans un second rôle      | Nanda (Aanchal)                                                                                   |
| Meilleur compositeur                       | Shankar Jaikishan (Dil Apna Aur Preet Parai)                                                      |
| Meilleur parolier                          | Shakeel Badayuni pour « Chaudhvin Ka Chand Ho Ya Aftab Ho... » (Chaudhvin Ka Chand)               |
| Meilleur chanteur ou chanteuse de playback | Mohammed Rafi pour « Chaudhvin Ka Chand Ho Ya Aftab Ho... » (Chaudhvin Ka Chand)                  |
| Meilleure histoire                         | Ruby Sen (Masoom)                                                                                 |
| Meilleurs dialogues                        | Aman, Kamal Amrohi, Wajahat Mirza et Ehsan Rizvi (Mughal-E-Azam)                                  |
| Meilleure photographie (noir & blanc)      | R.D. Mathur (Mughal-E-Azam)                                                                       |
| Meilleure direction artistique             | Biren Nag (Chaudhvin Ka Chand)                                                                    |
| Meilleur son                               | George D'Cruz (Parakh)                                                                            |
| Meilleur montage                           | Moosa Mansoor (Kohinoor)                                                                          |